# Carlos Castillo Mattasoglio
Carlos Gustavo Castillo Mattasoglio (ur. 28 lutego 1950 w Limie) – peruwiański duchowny rzymskokatolicki, doktor nauk teologicznych specjalizujący się w dziedzinie teologii dogmatycznej, arcybiskup metropolita Limy i tym samym prymas Peru od 2019, kardynał prezbiter od 2024.

## Życiorys
Święcenia kapłańskie otrzymał 15 lipca 1984 i został inkardynowany do archidiecezji Lima. Po święceniach i studiach w Rzymie został wykładowcą Katolickiego Uniwersytetu Peru. Pełnił także funkcje m.in. archidiecezjalnego duszpasterza akademickiego, wikariusza biskupiego ds. duszpasterstwa młodzieży oraz krajowym duszpasterzem młodych.
25 stycznia 2019 papież Franciszek mianował go arcybiskupem metropolitą Limy. Sakry udzielił mu 2 marca 2019 nuncjusz apostolski w Peru – arcybiskup Nicola Girasoli.
6 października 2024 podczas modlitwy Anioł Pański papież Franciszek ogłosił jego nominację kardynalską. Na konsystorzu 7 grudnia 2024 został kreowany kardynałem prezbiterem kościoła Matki Bożej Łaskawej w Casal Boccone. Brał udział w konklawe 2025, które wybrało papieża Leona XIV.